# Akerselva

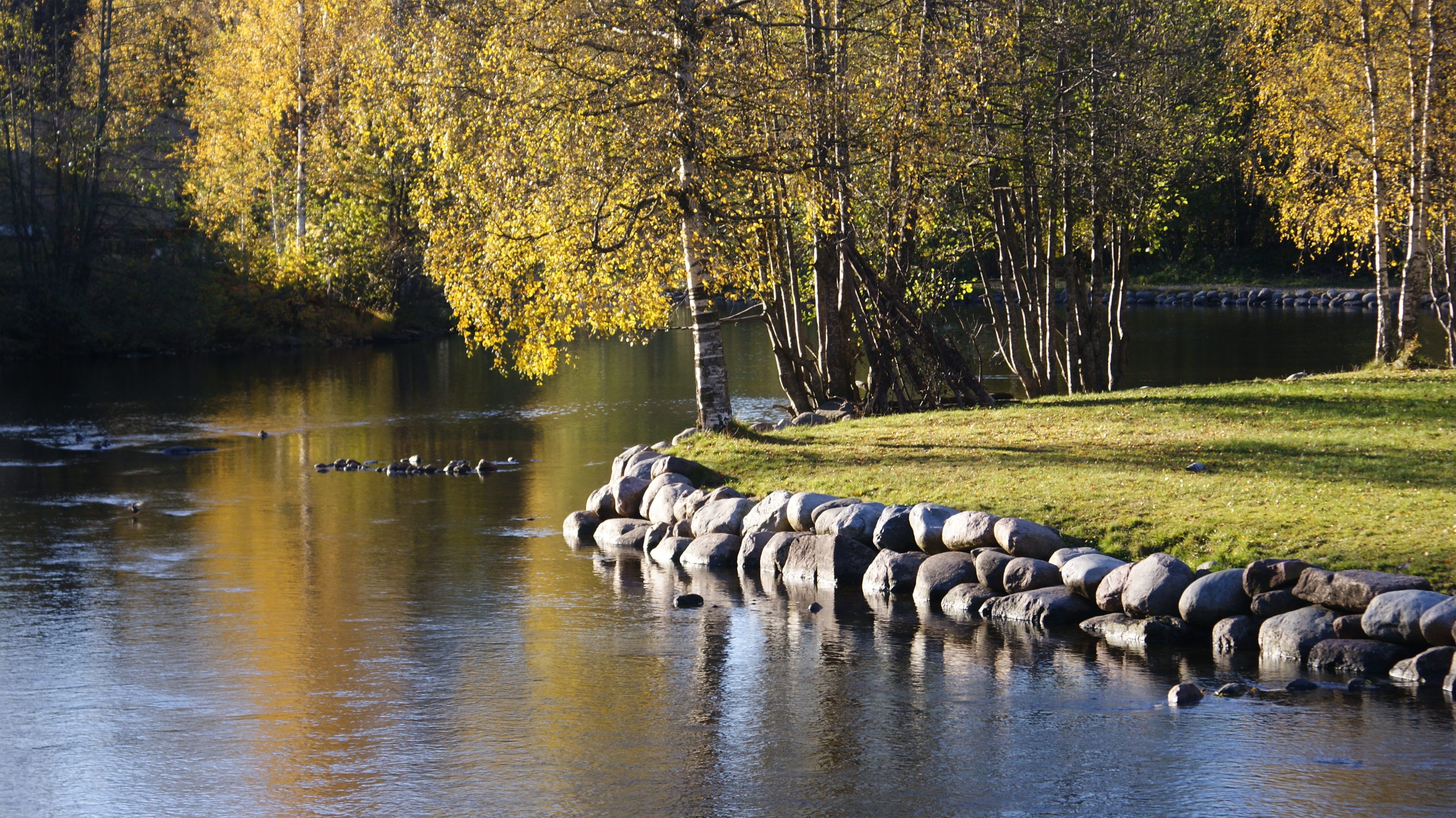
Een bocht in de rivier bij Kjelsås.

Akerselva (of Akerselven) is een rivier in de Noorse hoofdstad Oslo. De rivier heeft haar bron in het meer Maridalsvannet in het stadsdeel Marka en stroomt door de stad uit in de Oslofjord in Bjørvika. Het riviertje is maar 9.8 km lang en heeft een hoogteverschil van wel 149 meter.
Langs de Akerselva liggen enkele parken en natuurpaden. Daarom wordt het ook wel de groene long van Oslo genoemd. 